# Duport (Stradivarius)
Pour les articles homonymes, voir Duport.
Le Stradivarius Duport est un violoncelle fabriqué en 1711 par le luthier Antonio Stradivari à Crémone. Cet instrument, typique de l'âge d'or de Stradivari, est considéré comme l'un des violoncelles Stradivarius les plus précieux. L'instrument est nommé en mémoire du violoncelliste Jean-Louis Duport, l'un de ses propriétaires. Le Duport a notamment été possédé et joué par le virtuose russe Mstislav Rostropovitch.

## Origine du nom
Le violoncelle est nommé Duport en référence à l'un de ses premiers propriétaires, le célèbre violoncelliste Jean-Louis Duport.

## Description
Le Stradivarius Duport est fabriqué en 1711 par le luthier crémonais Antonio Stradivari. Cette date de réalisation correspond à l'âge d'or de la production de Stradivari.
Dans sa conception, l'instrument est de type Stradivarius forme B. À l'époque, il s'agit d'une nouvelle direction de fabrication consistant à réduire la taille de l'instrument pour permettre une meilleure expression de la virtuosité des interprètes. Le Duport respecte un modèle typique d'Antonio Stradivari entre 1707 et 1719. Les violoncelles Mara et Parke, également de ce modèle, sont d'une facture très proche.
Le fond de l’instrument est constitué de 2 pièces et sa longueur est de 75,5 cm. Les largeurs maximales du violoncelle au tiers supérieur, milieu et tiers inférieur sont respectivement de 34 cm, 22,8 cm et 43,6 cm. La distance entre le point le plus haut de la table d'harmonie et le chevalet est de 40 cm. 
Le bois du fond est régulier et fortement flammé (avec quelques entrelacements). L'orientation des flammes est descendante à partir du milieu de l'instrument. Le bois des éclisses correspond à celui du fond. En revanche, le bois de la volute est moins flammé.
Le vernis est typique d'Antonio Stradivari et présente un dichroïsme (dans le rouge). 
Certaines sources rapportent que des griffures (marques d'éperons) sont visibles sur les éclisses (côté) de l'instrument. 

## Histoire

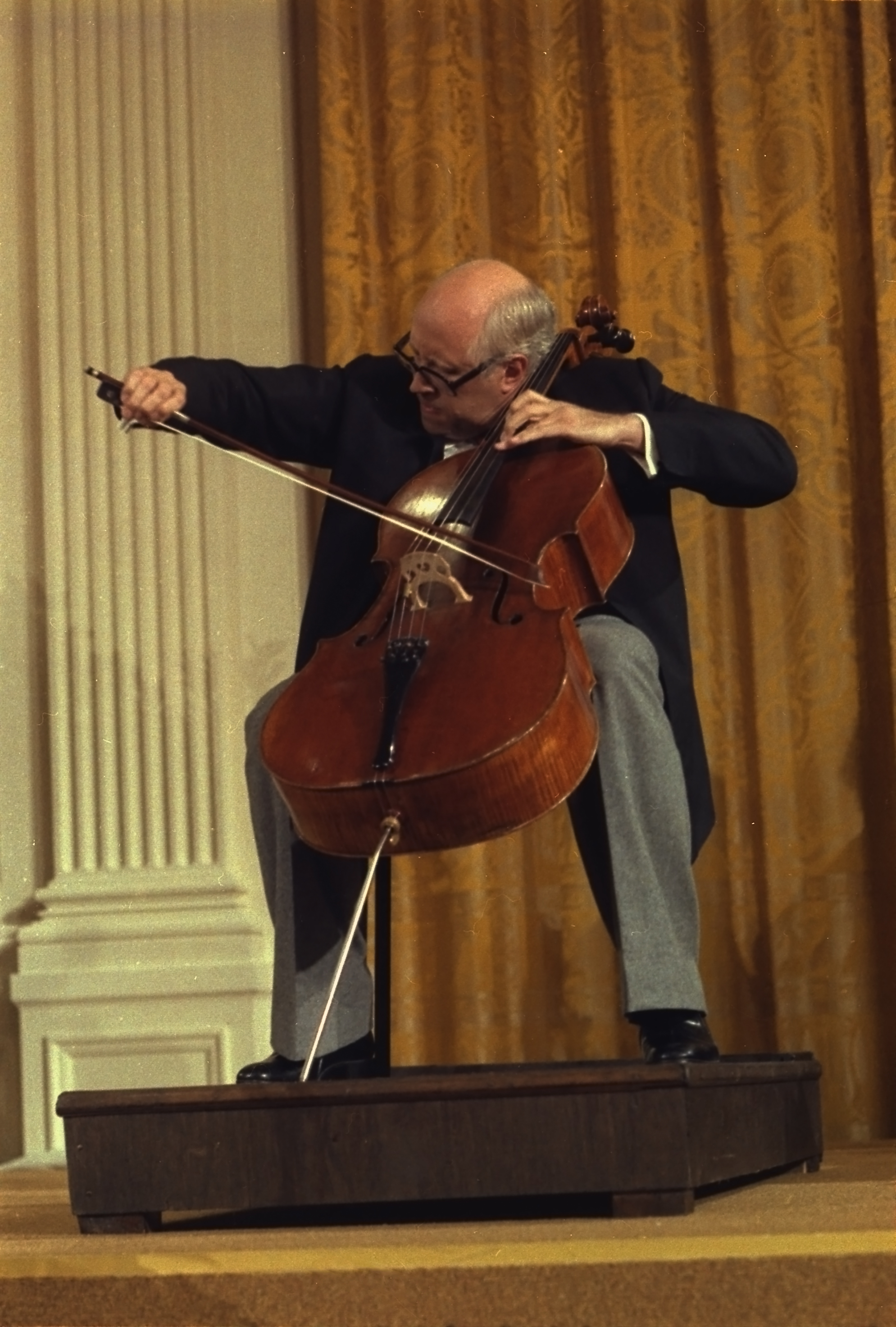
Mstislav Rostropovich jouant à la Maison-Blanche le 17 septembre 1978 sur le Stradivarius Duport.

Le violoncelle Duport est fabriqué à Crémone en 1711. Son premier propriétaire est vraisemblablement un médecin de Lyon, le docteur François Chicoyneau, qui l'acquiert cette année là. À la mort de celui-ci, le Stradivarius est envoyé à Paris chez un marchand d'instruments italiens. Celui-ci ne parvenant pas à trouver d'acheteur, le Duport est mis aux enchères publiques à une date inconnue (avant 1789 et la Révolution française). Désireux d'acquérir l'instrument, le jeune violoncelliste Jean-Louis Duport ne parvient pas à rassembler la somme. Le Duport est alors confié à un luthier parisien qui conserve le Stradivarius jusqu'à ce que le violoncelliste dispose des moyens de l'acheter.
Certaines sources évoquent que durant un concert pour l'empereur Napoléon Ier, ce dernier aurait demandé à Jean-Louis Duport à pouvoir jouer de son instrument. Le musicien ayant accepté, l'empereur aurait légèrement abîmé les éclisses du Stradivarius avec les éperons de ses bottes.
Au décès de Jean-Louis Duport, son fils Louis Duport récupère l'instrument. Aux alentours des années 1840, le Stradivarius est récupéré par le luthier Jean-Baptiste Vuillaume. Celui-ci organise alors la vente du Duport à Auguste-Joseph Franchomme en 1842,,,,.
En 1884, la famille d'Auguste-Joseph Franchomme se sépare du Stradivarius Duport après la mort du musicien. L’instrument est vendu à la firme spécialisée en instruments à cordes W.E. Hill and Sons (Londres). L'entreprise arrange alors la vente du violoncelle au baron Johan Knoop. En 1906, le Duport change une nouvelle fois de propriétaire au profit de John S. Phipps. Puis c'est au tour d'Horace Havemeyer d'acquérir le Stradivarius en 1927.
En 1968, le Duport passe dans les mains du violoncelliste américain Gerald M. Warburg,. Amateur et collectionneur de beaux instruments, l'américain a d'ailleurs fondé avec son père le Stradivarius Quartet, un regroupement de Stradivarius, celui-ci ne conserve toutefois l'instrument que peu de temps. En effet, il souhaite que le violoncelle puisse entrer en possession du violoncelliste renommé Mstislav Rostropovitch. La vente a lieu en 1974 et le célèbre virtuose joue jusqu'à sa mort en 2007 sur le Duport, instrument qui retient sa préférence au sein de sa collection personnelle.
Selon toute vraisemblance, le Stradivarius est aujourd'hui en possession de la famille de Mstislav Rostropovitch. Toutefois, certaines sources affirment que la Fondation japonaise pour la musique (Nippon music foundation) aurait acquis l'instrument en 2008 sans que cela soit confirmé,.

## Propriétaires et interprètes célèbres
Les différents propriétaires du Stradivarius Duport sont les suivants,, :
| Année d'acquisition | Année de cession  | Propriétaire                                                    | Détails concernant les échanges ou transactions | Musiciens célèbres ayant joué sur le Duport |
| ------------------- | ----------------- | --------------------------------------------------------------- | --- | ------------------------------------------- |
| probablement 1711   | 1752              | François Chicoyneau                                             | |                                             |
| 1819                | Jean-Louis Duport | Jean-Louis Duport acquiert le Duport pour environ 2 500 francs. | Jean-Louis Duport | Jean-Pierre Duport                          |
| 1819                | 1842              | Louis Duport                                                    | |                                             |
| 1842                | 1892              | Auguste-Joseph Franchomme (et sa fille)                         | La vente est organisée par Jean-Baptiste Vuillaume pour 22 000 francs. | Auguste-Joseph Franchomme                   |
| 1892                |                   | Baron Johan Knoop                                               | Le Duport est vendu par W. E. Hill & Sons. |                                             |
| 1906                |                   | John S. Phipps                                                  | Le Duport est vendu par W. E. Hill & Sons. |                                             |
| 1927                |                   | Horace Havemeyer                                                | |                                             |
| 1968                | 1974              | Gerald M. Warburg                                               | |                                             |
| 1974                | 2007              | Mstislav Rostropovitch                                          | | Mstislav Rostropovitch                      |
| 2007                |                   | Famille de Mstislav Rostropovitch                               | La famille semble avoir conservé le Duport après la mort du violoncelliste russe. Sans que cela ne soit confirmé, certaines rumeurs font état d'un achat du Duport par la Fondation japonaise pour la musique en 2008 pour un montant de 20 millions de dollars. |                                             |